# 紅峴駅
紅峴駅（ホンヒョンえき）は朝鮮民主主義人民共和国黄海南道白川郡に位置する朝鮮民主主義人民共和国鉄道省の駅である。